# 大巢鼬
大巢鼬，又名南美毿鼬，是中美洲及南美洲一種巢鼬屬，分佈在墨西哥南部至巴西及玻利維亞，棲息在近河流的大草原及雨林。
大巢鼬是地盤性及夜間活動的，有時也會在早上活動。牠們獨居或是一對居住的，主要吃細小的脊椎動物，如魚類、兩棲類、鳥類及其他哺乳動物。